# Bliksempoeder

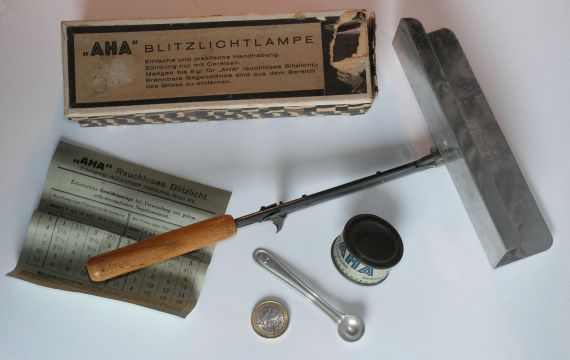
AHA-flitspoeder en toebehoren

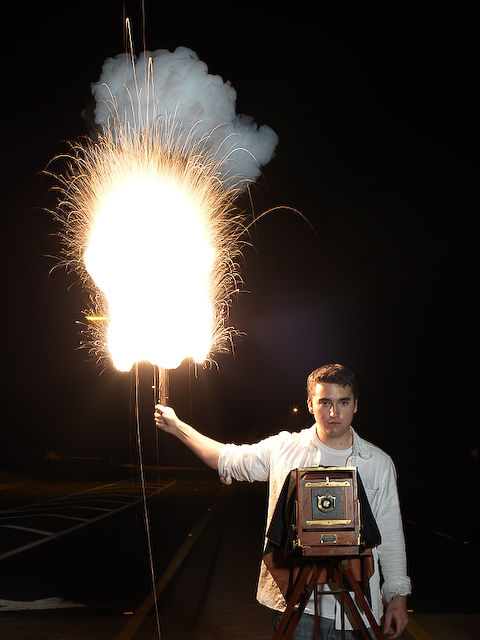
Het ontsteken van bliksempoeder voor het maken van een foto (ca. 1909)

Bliksempoeder (niet te verwarren met flash) is de benaming voor een mengsel van chemische stoffen, dat in de fotografie tussen 1899 en 1940 gebruikt werd om een kunstlicht te maken dat sterk genoeg was voor het maken van een foto. Het gebruik als flitslicht werd in 1899 gepatenteerd door Joshua Lionel Cowen. De samenstelling van bliksempoeder kon variëren, maar het hoofdbestanddeel was fijnverdeeld magnesium- of aluminiumpoeder, vaak vermengd met stoffen zoals thorium(IV)oxide, die het licht witter kleurden.
Bliksempoeder werd voor het maken van een foto op een L-vormig metalen hulpstuk uitgestrooid. Het werd aanvankelijk ontstoken met een lont van papier, gedrenkt in een oplossing van salpeter, naderhand met behulp van een elektrische stroom uit een batterij.
Met de komst van de elektrische flitser verdween het bliksempoeder wegens brandgevaar (niet uitsluitend tijdens normaal gebruik, maar ook door zelfontbranding) uit de handel.